# شاربي في مغامرة رائعة (فلم)
شاربي في مغامرة رائعة بالإنجليزية (Sharpay's Fabulous Adventure) هو فيلم أمريكي كوميدي رومنسي من إنتاج آشلي تيسدال مع بيل بوردين الفيلم هو أول تجربة إنتاجية لاشلي تيسدال.

## القصة
تدور قصة الفيلم حول ذهاب شاربي إلى نيوريوك للعمل في برودواي.

## الدوبلاج
| الصوت العربي (سوريا-مصر) | الممثل الأصلي     | شخصية               |
| ------------------------ | ----------------- | ------------------- |
| ربيعة فولكور             | آشلي تيسديل       | شارباي إيفانز       |
| خالد أبو النجا           | أوستن باتلر       | بيتون ليفريت        |
| محمود حميدة              | جاك بلوتنيك       | نيل روبرتس          |
| شيرين عبد الوهاب         | أريانا غراندي     | أليس روبرتس         |
| روعة السعدي              | ستيفن بيري (ممثل) | روجر إليستون الثالث |

## وصلات خارجية
- مقالات تستعمل روابط فنية بلا صلة مع ويكي بيانات